# Султанки
Султа́нки (лат. Porphyrio) — род птиц из семейства пастушковых. Характерные черты — короткий высокий клюв с овальными или округлыми ноздрями, очень длинные пальцы, при этом средний палец длиннее цевки. Один вид — каспийская султанка — гнездится на территории России на западном побережье Каспийского моря.

## Классификация
В роде султанок выделяют 13 современных видов:
- Porphyrio alleni — Бронзовая султанка
- Porphyrio martinica — Малая султанка
- Porphyrio flavirostris — Лазурная султанка
- Porphyrio porphyrio — Султанка
- Porphyrio madagascariensis — Африканская султанка
- Porphyrio poliocephalus — Каспийская султанка[3]
- Porphyrio indicus
- Porphyrio pulverulentus
- Porphyrio melanotus — Пукеко
- Porphyrio albus — Белая султанка † — вымерла в первой половине XIX века
- Porphyrio paepae — Маркизская камышница † — вымерла в историческое время (поздний Четвертичный период) или в 1900-е гг.
- Porphyrio mantelli †  —  вымерла в историческое время (поздний Четвертичный период) или в 1890-е гг.
- Porphyrio hochstetteri — Такахе

Искрпаемые виды (9 видов):
- Porphyrio caerulescens † — вымерла к концу XVII века
- Новокаледонская султанка[источник?] (Porphyrio kukwiedei) † — вымерла в историческое время (поздний Четвертичный период) или позже
- Султанка о. Хуахине (Porphyrio mcnabi) † — вымерла в историческое время (поздний Четвертичный период)
- Султанка о. Бука (Porphyrio sp.) † — историческое время (Голоцен)
- Гигантская султанка[источник?] (Porphyrio sp.) † — историческое время (Голоцен)
- Султанка о. Новая Ирландия (Porphyrio sp.) † — историческое время (Голоцен)
- Султанка о. Норфолк (Porphyrio sp.) † — историческое время (Голоцен)
- Султанка о. Рота (Porphyrio sp.) † — историческое время (Голоцен)
- Султанка (? или пастушок) о. Мангаиа (Porphyrio sp.) † — историческое время (Голоцен) — видовая принадлежность неясна — может принадлежать к родам: Султанки или Камышницы или Pareudiastes

| Виды и подвиды султанок                    | Виды и подвиды султанок | Виды и подвиды султанок                                                                                  | Виды и подвиды султанок |
| Латинское название                         | Распространение | Описание                                                                                                 |                         |
| ------------------------------------------ | --- | --- | ----------------------- |
| Porphyrio porphyrio (Linnaeus, 1758)       | Юго-Западная Европа (Испания, Франция, Сардиния) и Северо-Западная Африка (Марокко, Алжир, Тунис)                                         | Голубовато-синее оперение с фиолетовыми участками на спине                                               |                         |
| Porphyrio madagascariensis (Latham, 1801)  | Египет, Африка к югу от Сахары, Мадагаскар                                                                                                | Отличается от предыдущего вида бронзово-зелёной или зеленовато-синей спиной и плечами                    |                         |
| Porphyrio poliocephalus (Latham, 1801)     | Индия, Шри-Ланка, Бангладеш, Андаманские и Никобарские острова, северная Мьянма, южный Китай, северный Таиланд; интродуцирован во Флориде | Плечи, зоб и грудь лазорево-голубые                                                                      |                         |
| P. p. poliocephalus (Latham, 1801)         | От Индии и Шри-Ланки до юго-запада Китая и севера Таиланда, Андаманские и Никобарские острова                                             | |                         |
| P. p. seistanicus Zarudny & Härms, 1911    | От юго-востока Турции до Каспийского моря и от северо-запада Ирана и Ирака до Пакистана и северо-запада Индии                             | |                         |
| P. p. viridis Begbie, 1834                 | От юга Бирмы до центра и юга Индокитая и Малайского полуострова                                                                           | |                         |
| Porphyrio indicus (Horsfield, 1821)        | От Суматры к востоку до Сулавеси и Бали                                                                                                   | Лобная бляшка крупнее, спина чёрная, бока головы черноватые                                              |                         |
| Porphyrio pulverulentus (Temminck1826)     | Филиппины | Спина и плечи оливково-каштановые, всё оперение с пепельно-серыми пестринами                             |                         |
| Porphyrio melanotus (Temminckm 1820)       | Северная и восточная Австралия, Тасмания, Новая Зеландия, острова Кермадек и Чатем                                                        | Лобная бляшка мельче, чем у других подвидов; пальцы более короткие; спина чёрная, зоб и грудь фиолетовые |                         |
| P. m. melanotus Temminck, 1820             | Северная и восточная Австралия, Тасмания, Новая Зеландия, острова Лорд-Хау, Норфолк, Чатам и Кермадек                                     | |                         |
| P. m. pelewensis (Hartlaub & Finsch, 1872) | Палау | Похож на melanotus, но мельче и имеет более зелёную спину                                                |                         |
| P. m. melanopterus (Bonaparte, 1856)       | От Малых Зондских островов к востоку до Новой Гвинеи                                                                                      | Похож на melanotus, но мельче и спина с меньшим оттенком синего                                          |                         |
| P. m. bellus (Gould, 1820)                 | Юго-Западная Австралия | Похож на melanotus, но имеет лазорево-голубые зоб и грудь                                                |                         |
| P. m. samoensis (Peale, 1848)              | От Островов Адмиралтейства к востоку до Новой Каледонии и Американского Самоа                                                             | Похож на melanotus, но мельче; спина с бурыми пестринами                                                 |                         |
| Porphyrio hochstetteri (Meyer A. B., 1883) | Новая Зеландия, остров Южный | |                         |
| Porphyrio alleni Thomson, 1842             | Африка | |                         |
| Porphyrio martinica (Linnaeus, 1766)       | От юго-востока США до севера Аргентины | |                         |
| Porphyrio flavirostris (Gmelin, JF, 1789)  | От севера, включая Амазонию, до юго-центра Южной Америки                                                                                  | |                         |